# تروي (كارولاينا الشمالية)
تروي (بالإنجليزية: Troy)‏ هي مدينة أمريكية ومركز مقاطعة مونتغومري في ولاية كارولاينا الشمالية في الولايات المتحدة الأمريكية.

## التركيبة السكانية
حدّد مكتب تعداد الولايات المتحدة بيانات التركيبة السكانية لتروي في تعداد الولايات المتحدة. في ما يلي، التركيبة السكانية حسب تعدادي 2000 و2010.

### تعداد عام 2000
بلغ عدد سكان تروي 3,430 نسمة بحسب تعداد عام 2000، وبلغ عدد الأسر 1,108 أسرة وعدد العائلات 710 عائلة مقيمة في البلدة. في حين سجلت الكثافة السكانية 357.7 نسمة لكل كيلومتر مربع (926.4/ميل2). وبلغ عدد الوحدات السكنية 1,209 وحدة بمتوسط كثافة قدره 126.1 لكل كيلومتر مربع (326.6/ميل2).
وتوزع التركيب العرقي للبلدة بنسبة 54.43% من البيض و38.98% من الأمريكيين الأفارقة و0.73% من الأمريكيين الأصليين و1.14% من الأمريكيين ذوي الأصول الآسيوية و3.32% من الأعراق الأخرى و1.40% من عرقين مختلطين أو أكثر و7.23% من الهسبانيون أو اللاتينيون من أي عرق.
بلغ عدد الأسر 1,108 أسرة كانت نسبة 35.6% منها لديها أطفال تحت سن الثامنة عشر تعيش معهم، وبلغت نسبة الأزواج القاطنين مع بعضهم البعض 38.4% من أصل المجموع الكلي للأسر، ونسبة 21% من الأسر كان لديها معيلات من الإناث دون وجود شريك، بينما كانت نسبة 4.6% من الأسر لديها معيلون من الذكور دون وجود شريكة وكانت نسبة 35.9% من غير العائلات. تألفت نسبة 33.6% من أصل جميع الأسر من عدة أفراد يعيشون في نفس المنزل ونسبة 17.8% كانت تتألف من شخص يعيش بمفرده يبلغ من العمر 65 عاماً أو أكثر. وبلغ متوسط حجم الأسرة المعيشية 2.35، أما متوسط حجم العائلات فبلغ 2.97.
بلغ العمر الوسطي للسكان 33.5 عاماً. وكانت نسبة 21.5% من القاطنين تحت سن الثامنة عشر، وكانت نسبة 8% بين الثامنة عشر والرابعة والعشرين عاماً، ونسبة 17.8% كانت واقعةً في الفئة العمرية ما بين الخامسة والعشرين والرابعة والأربعين عاماً، ونسبة 14.7% كانت ما بين الخامسة والأربعين والرابعة والستين، ونسبة 14% كانت ضمن فئة الخامسة والستين عاماً فما فوق. يوجد لكل 100 أنثى 82.4 ذكر، ويوجد لكل 100 أنثى في الثامنة عشر من عمرها فما فوق 73.9 ذكر.
بلغ متوسط دخل الأسرة في البلدة 22,933 دولارًا، أما متوسط دخل العائلة فبلغ 33,984 دولارًا. وكان متوسط دخل الذكور 29,500 دولارًا مقابل 19,861 دولارًا للإناث. وسجل دخل الفرد الخاص بالبلدة 11,420 دولارًا. وكانت نسبة 20.9% من العائلات ونسبة 24.8% من السكان تحت خط الفقر، وكان من هؤلاء نسبة 33.2% تحت سن الثامنة عشر ونسبة 26.1% في الخامسة والستين من العمر وما فوق.

### تعداد عام 2010
بلغ عدد سكان تروي 3,189 نسمة بحسب تعداد عام 2010، وبلغ عدد الأسر 1,115 أسرة وعدد العائلات 704 عائلة مقيمة في البلدة. في حين سجلت الكثافة السكانية 332.5 نسمة لكل كيلومتر مربع (861.2/ميل2). وبلغ عدد الوحدات السكنية 1,262 وحدة بمتوسط كثافة قدره 131.6 لكل كيلومتر مربع (340.8/ميل2).
وتوزع التركيب العرقي للبلدة بنسبة 58.92% من البيض و31.77% من الأمريكيين الأفارقة و0.69% من الأمريكيين الأصليين و1% من الأمريكيين ذوي الأصول الآسيوية و6.11% من الأعراق الأخرى و1.51% من عرقين مختلطين أو أكثر و10.35% من الهسبانيون أو اللاتينيون من أي عرق.
بلغ عدد الأسر 1,115 أسرة كانت نسبة 34.6% منها لديها أطفال تحت سن الثامنة عشر تعيش معهم، وبلغت نسبة الأزواج القاطنين مع بعضهم البعض 37.2% من أصل المجموع الكلي للأسر، ونسبة 20.4% من الأسر كان لديها معيلات من الإناث دون وجود شريك، بينما كانت نسبة 5.5% من الأسر لديها معيلون من الذكور دون وجود شريكة وكانت نسبة 36.9% من غير العائلات. تألفت نسبة 33.9% من أصل جميع الأسر من عدة أفراد يعيشون في نفس المنزل ونسبة 16.1% كانت تتألف من شخص يعيش بمفرده يبلغ من العمر 65 عاماً أو أكثر. وبلغ متوسط حجم الأسرة المعيشية 2.38، أما متوسط حجم العائلات فبلغ 3.04.
بلغ العمر الوسطي للسكان 36.7 عاماً. وكانت نسبة 22.8% من القاطنين تحت سن الثامنة عشر، وكانت نسبة 9.2% بين الثامنة عشر والرابعة والعشرين عاماً، ونسبة 31.2% كانت واقعةً في الفئة العمرية ما بين الخامسة والعشرين والرابعة والأربعين عاماً، ونسبة 23.1% كانت ما بين الخامسة والأربعين والرابعة والستين، ونسبة 13.7% كانت ضمن فئة الخامسة والستين عاماً فما فوق. وتوزع التركيب الجنسي للسكان بنسبة 37% ذكور و63% إناث.